# Currents (album Tame Impala)
Currents – trzeci studyjny album australijskiego zespołu Tame Impala, wydany 17 lipca 2015 przez Universal Music. 
17 listopada 2017 została wydana wersja kolekcjonerska albumu zawierająca dodatkowe trzy utwory, które nie weszły pierwotnie w skład albumu ("List of People (To Try and Forget About)", "Powerlines" oraz "Taxi's Here") oraz dwa remiksy wcześniej zawartych utworów ("Reality in Motion" (remix Gum) oraz "Let It Happen" (remix Soulwax).
Nagrania w Polsce uzyskały certyfikat platynowej płyty.

## Lista utworów
1. Let It Happen (7:46)
2. Nangs (1:47)
3. The Moment (4:15)
4. Yes I'm Changing (4:30)
5. Eventually (5:19)
6. Gossip (0:55)
7. The Less I Know the Better (3:38)
8. Past Life (3:47)
9. Disciples (1:48)
10. Cause I'm a Man (4:01)
11. Reality in Motion (4:12)
12. Love/Paranoia (3:06)
13. New Person, Same Old Mistakes (6:02)

Dodatkowe utwory zawarte w edycji kolekcjonerskiej:
1. List of People (To Try and Forget About) (4:40)
2. Powerlines (4:19)
3. Taxi's Here (4:48)
4. Reality in Motion (Gum remix) (5:04)
5. Let It Happen (Soulwax remix) (9:18)